# 小島和哉
小島 和哉（おじま かずや、1996年7月7日 - ）は、埼玉県鴻巣市出身のプロ野球選手（投手）。左投左打。千葉ロッテマリーンズ所属。

## 経歴

### プロ入り前
りんどうスポーツ少年団から野球をはじめ、鴻巣市立赤見台中学校では行田シニアでプレーをした。シニアチームの2学年下の後輩に樋口正修がいる。
浦和学院高校へ進学すると1年夏からベンチ入りを果たし、甲子園では3回戦の天理戦で登板し、3回3失点（自責点1）だった。1年秋からエースを務め、髙橋光成擁する前橋育英や若月健矢擁する花咲徳栄などを破り秋季関東大会を制覇。2年春の甲子園では初戦の土佐戦を6安打完封で突破すると、吉田雄人擁する北照との準々決勝では7回1安打無失点の好投。岸本淳希擁する敦賀気比との準決勝、安樂智大擁する済美との決勝では9回1失点の完投で好投手との投げ合いを制し、浦和学院を初の全国制覇に導いた。同大会では5試合全てに先発し、3完投・防御率0.64（42回3失点）と驚異的な数字を残した。2年夏の埼玉県大会では準々決勝の埼玉平成戦で完全試合を達成するなどエースとしての活躍を見せ、第95回全国高等学校野球選手権大会に出場。初戦の上林誠知、熊谷敬宥、馬場皐輔擁する仙台育英戦では初回に6点を失うなど、8回までに10失点を喫した。9回10-10で迎えた9回裏に登板前に左足が痙攣し、二死まで扱ぎつけるが、ヒットを許したところで降板。後を承けた山口瑠偉が熊谷にサヨナラ適時打を打たれチームは敗れた。3年夏は3回戦の川口戦で敗退し、甲子園には届かなかった。その後U-18日本代表に選ばれ、同大会では3試合にリリーフとして登板し、5イニングで許した安打はわずかに3、自責点は0という好投を披露した。
早稲田大学入学後は1年春から登板を果たす。1年春のリーグ戦では5試合にリリーフ登板すると最終戦で初の先発登板。7回6安打11奪三振2失点と好投し、6試合の登板で3勝0敗・防御率1.25という好成績を残した。大学選手権では準々決勝の専修大学戦に先発し、7回2失点の好投を見せると、決勝の流通経済大学戦でも先発を任され、全国制覇に貢献。明治神宮大会では準決勝の上武大学戦で9回1失点の好投を見せ、1年時は二度の全国大会を経験した。2年夏に第28回ハーレムベースボールウィークの日本代表に選ばれ、2年秋のリーグ戦では防御率1.60で最優秀防御率を受賞。4年時は主将を務め、4年夏には第42回日米大学野球と第29回ハーレムベースボールウィークに日本代表として出場。4年秋のリーグ戦では10試合の登板（5完投）で4勝2敗・防御率1.73と好成績を残し、2度目の最優秀防御率に輝いた。2年時以降は全国大会への出場はかなわなかったが、4年間のリーグ戦では通算63試合の登板で22勝13敗・防御率2.37を記録した。野球部には3学年先輩に茂木栄五郎、重信慎之介、2学年先輩に石井一成、1学年先輩に大竹耕太郎がいる。
2018年のドラフト会議で千葉ロッテマリーンズから3位で指名を受け、契約金6000万円、年俸1000万円（金額は共に推定）で入団した。背番号は43。

### ロッテ時代
2019年、球団では藤岡貴裕以来7年ぶりとなる新人左腕の開幕ローテーション入りを勝ち取り、4月4日の埼玉西武ライオンズ戦でプロ初登板初先発を果たしたが、2回8失点で敗戦投手。吉井理人投手コーチは「本当はもう一度チャンスを与えたいが、チーム事情で中継ぎが必要」と語り、翌5日に出場選手登録を抹消された。イースタン・リーグでは11試合の先発で防御率2.00と結果を残し、7月4日のオリックス・バファローズ戦で一軍復帰。その後は抹消と再登録を繰り返しながら一軍の先発マウンドに上がり、5度目の先発登板となった8月14日の北海道日本ハムファイターズ戦で6回1失点と好投し、プロ初勝利を挙げた。ルーキーイヤーは一軍で10試合全てに先発登板し、3勝5敗・防御率4.31を記録。オフに700万円増となる推定年俸1700万円で契約を更改した。
2020年も開幕ローテーション入りを果たし、7月22日の西武戦はプロ野球史上68年ぶりの「甲子園同年優勝投手対決」となり、7回途中1失点の好投で髙橋光成との投げ合いを制し勝利投手。8月26日の東北楽天ゴールデンイーグルス戦では8連勝中だった涌井秀章との投げ合いも7回5安打無失点の好投で制して勝利投手、また自己最多となる11奪三振で初の2桁奪三振を記録した。新型コロナウイルスの影響で120試合制の短縮シーズンではあったが、この年は一度も登録抹消されることなく先発ローテーションを回り、20試合の先発登板で7勝8敗・防御率3.73を記録。オフに倍増となる推定年俸3400万円で契約を更改した。
2021年は3年連続となる開幕ローテーション入りを果たしたものの、開幕から5試合白星が無く、5月9日のオリックス戦でようやくシーズン初勝利を挙げたが、佐々木朗希の一軍デビューの兼ね合いもあり、翌10日に登録を抹消された。5月23日に再昇格し、その後は抹消されることなく先発ローテーションを回っていたが、前半戦は14先発で防御率4.69と安定感を欠いた。後半戦も不安定な投球が続いていたが、9月11日の楽天戦で9回4安打8奪三振1失点、無四死球の好投でプロ初の完投勝利を挙げると、続く同19日の日本ハム戦では9回4安打1四球6奪三振無失点の好投で2試合連続完投となるプロ初の完封勝利を挙げた。10月3日の楽天戦でも9回3安打5奪三振、無四球完封でシーズン10勝目を挙げ、シーズン2完封・2桁勝利は共に球団左腕では2012年成瀬善久以来の記録となった。この年は24試合に先発し、チームで唯一かつ自身初めて規定投球回に到達。10勝4敗・防御率3.76、リーグ2位の3完投・2完封を記録した。オフに同じ早稲田大学出身の小宮山悟・大谷智久が使用していた背番号14への変更が発表され、契約更改では2800万円増となる推定年俸6200万円でサインをした。
2022年は開幕2試合目の楽天戦での先発が予定されていたが、雨天中止により3月30日の福岡ソフトバンクホークス戦でシーズン初登板初先発。打球が2度直撃する不運に見舞われながらも6回2失点（自責点1）と好投したが、リリーフ陣がリードを守れず勝敗は付かなかった。その後の先発登板でも打線の援護が無かったり、味方の拙守があったりと不運は続き、6月2日の東京ヤクルトスワローズ戦では6回1失点と好投し、勝利投手の権利を持って降板したが、リリーフ陣がリードを守れず、開幕から9先発・防御率2.67で0勝5敗となった。続く同10日の横浜DeNAベイスターズ戦でも6回1失点と好投し、シーズン初勝利を挙げたものの、その後は再び打線の援護に恵まれずに白星から遠ざかり、7月30日のオリックス戦では5回1/3を4失点で勝敗つかず。15試合の先発登板で1勝7敗となり、翌31日に出場選手登録を抹消された。ただ、二木康太が新型コロナウイルス感染により離脱したことを受け、特例2022により10日を待たずに8月6日の西武戦に先発し、8回1失点の力投で2か月ぶりの白星を挙げた。しかし、その後は再び不運に見舞われ、この年は2年連続かつチームで唯一規定投球回に到達し、防御率3.14を記録したものの、3勝11敗と大きく負け越した。ただ、球団からは投球内容を評価され、オフに600万円増となる推定年俸6800万円で契約を更改した。
2023年の開幕投手は石川歩が指名されていたが、コンディション不良により白紙となった。佐々木朗希がWBCに出場したこともあり、開幕投手に指名され、ソフトバンクとの開幕戦に先発。5回まで無失点に抑えていたが、6回裏無死一・二塁という場面で栗原陵矢に先制3点本塁打を打たれ、5回1/3を4安打3四球4奪三振3失点という内容で敗戦投手となった。続く4月8日の楽天戦で6回1失点と好投して以降は、この試合を含めて7試合連続QS（4月26日の西武戦以降は4試合連続HQS）と安定した投球で自身5連勝を記録。ただ、6月5日の阪神タイガース戦では5回6失点（自責点5）で降板し、続く同13日の中日ドラゴンズ戦でも7回6失点と崩れ、開幕戦以来となる黒星を喫した。休養を経て、中14日で先発した6月28日のオリックス戦でも6回0/3を6失点で敗戦投手。6月は3先発全てで6失点と調子を落とし、7月も月間防御率5.66と苦しい投球が続いたものの、8月7日の楽天戦で7回2失点に抑えると、その後は復調し、8月以降は10試合の先発で8度のQS、67イニングを投げて防御率2.69を記録。9月22日に発熱による特例2023で登録抹消となったが、1日で復帰し、シーズン終了まで先発ローテーションを守り抜いた。10月10日の楽天とのレギュラーシーズン最終戦は、プロ野球史上初となる「CS進出をかけたチーム同士の最終戦直接対決」となり、この大一番の先発マウンドを託されると、7回無失点の好投でチームをCS進出に導いた。普段は期待の裏返しで小島に向けて厳しいコメントを残す吉井理人監督は試合後に「シーズンを見ていると、だらしないところが結構、多かったのでね。今日もどうかなと思ったけど、本当にしっかりエースらしい投球をしてくれた。このまま成長していってほしいなと思います」とこの日も厳しい言葉を掛けながら、小島がエースだと認めた。この年は3年連続かつチームで唯一規定投球回に到達し、25試合の先発登板で10勝6敗・防御率3.47を記録した。その後、中5日でソフトバンクとのCSファーストステージ第3戦に先発し、6回1/3を無失点の好投でチームの勝利に貢献。オリックスとのファイナルステージ第5戦にも中5日で先発予定であったが、チームが第4戦で敗退したため、登板機会は無かった。オフに3700万円増となる推定年俸1億500万円で契約を更改した。
2024年は2年連続で開幕投手に指名され、日本ハムとの開幕戦でシーズン初登板初先発となったが、3回表に自身の野選も絡んで2点の先制を許すなど、5回3失点で敗戦投手。ただ、続く4月5日のオリックス戦では9回4安打1四球6奪三振無失点と快投し、シーズン初勝利を自身3シーズンぶりの完封で飾った。5月5日の楽天戦ではソロ本塁打の1失点のみで自身3年ぶりの無四球完投勝利。5月終了時点では9試合に先発登板し、4勝3敗・防御率2.74を記録していたものの、6月4日の読売ジャイアンツ戦では初回に2点を失うと、3回は先頭打者からシングルヒット9連打を許し、なおも無死一・二塁という場面で降板。後を受けた二保旭も3安打1四球と流れを止められず、小島は2回0/3を自己ワーストの11失点で敗戦投手となり、この試合を含めて3戦で計30安打22失点と不調が続いた。ただ、6月28日のオリックス戦で7回3失点（自責点2）、降雨コールドによる完投勝利を挙げて以降は、この試合を含めて13先発で8勝4敗・防御率2.45と復調。4年連続で規定投球回に到達し、この年は25試合の先発登板で12勝10敗・防御率3.58、リーグ最多タイの5完投を記録した。ポストシーズンでは、日本ハムとのCSファーストステージ第2戦に先発し、2点リードの7回表に一死一・二塁のピンチを招いて降板。後を受けた横山陸人が暴投と内野ゴロで得点を許し、小島は6回1/3を1失点で勝敗は付かなかった。オフに5500万円増となる推定年俸1億6000万円で契約を更改した。
2025年は3年連続3度目となる開幕投手に指名された。ソフトバンクとの開幕戦では4回4安打4四球1失点で勝敗は付かなかったものの、続く4月5日の楽天戦で8回無失点と力投し、シーズン初勝利。その後は好投した試合で白星に恵まれず、開幕から7先発で1勝3敗・防御率3.00という成績であったが、5月23日の西武戦で8回9安打1四球3失点と粘投し、約1か月半ぶりの白星となるシーズン2勝目を挙げた。

## 選手としての特徴
| 球種           | 配分 % | 平均球速 km/h |
| -------------- | ------ | ------------- |
| ストレート     | 42.9   | 144.7         |
| スライダー     | 19.5   | 128.8         |
| カットボール   | 12.5   | 135.2         |
| チェンジアップ | 11.3   | 129.9         |
| ツーシーム     | 06.3   | 144.6         |
| フォーク       | 06.0   | 133.1         |
| カーブ         | 01.4   | 119.8         |

ストレートの最速は151km/h。変化球はカットボール、チェンジアップ、スライダー、カーブを投げ分ける。プロ1年目を終えた秋季キャンプからはツーシームの習得に取り組み、2021年シーズンから持ち球に加えている。さらに2022年シーズンを終えた秋季キャンプからはフォークの習得に取り組み、翌2023年シーズンから持ち球に加えている。

## 人物
愛称は「おじ」。
名字である「小島」は、「こじま」と読み方を間違えられることが多い。また、お笑いコンビ「アンジャッシュ」の児嶋一哉（こじま かずや）と名前の読みが一字違いで、児嶋が名前をわざと間違われて「児嶋だよ!」とツッコむギャグを持っていることから、球団からそれにちなんだ「コジマじゃないよ。オジマだよっ!!」の文字がプリントされたTシャツが発売されている。
中学時代は学業も優秀であり、東京大学野球部OB会事務局で当時スカウトを務めていた浜田一志（後に東大野球部監督）が目を付けるほどだった。浜田は小島が浦和学院高校に入学した後も目をかけており、浦和学院監督の森士に「小島は東大に進学する可能性はあるのか」と尋ねたエピソードがある。
前述の甲子園出場時の出来事をラジオ番組でジャニーズ事務所のアイドルグループ「嵐」のメンバーである相葉雅紀が語ってくれたことに感銘を受けたことから、登板時の登場曲（後述）では嵐の曲を使用することが多い。
趣味はサッカー観戦と携帯ゲームで、好きなサッカーチームがイングランド・プレミアリーグに所属しているマンチェスター・シティ。

## 詳細情報

### 年度別投手成績
| 年 度     | 球 団     | 登 板 | 先 発 | 完 投 | 完 封 | 無 四 球 | 勝 利 | 敗 戦 | セ 丨 ブ | ホ 丨 ル ド | 勝 率 | 打 者 | 投 球 回 | 被 安 打 | 被 本 塁 打 | 与 四 球 | 敬 遠 | 与 死 球 | 奪 三 振 | 暴 投 | ボ 丨 ク | 失 点 | 自 責 点 | 防 御 率 | W H I P |
| --------- | --------- | ----- | ----- | ----- | ----- | -------- | ----- | ----- | -------- | ----------- | ----- | ----- | -------- | -------- | ----------- | -------- | ----- | -------- | -------- | ----- | -------- | ----- | -------- | -------- | ------- |
| 2019      | ロッテ    | 10    | 10    | 0     | 0     | 0        | 3     | 5     | 0        | 0           | .375  | 232   | 54.1     | 55       | 5           | 20       | 0     | 1        | 45       | 0     | 0        | 28    | 26       | 4.31     | 1.38    |
| 2020      | ロッテ    | 20    | 20    | 0     | 0     | 0        | 7     | 8     | 0        | 0           | .467  | 479   | 113.1    | 106      | 12          | 47       | 0     | 3        | 83       | 0     | 1        | 50    | 47       | 3.73     | 1.35    |
| 2021      | ロッテ    | 24    | 24    | 3     | 2     | 2        | 10    | 4     | 0        | 0           | .714  | 606   | 146.0    | 123      | 16          | 51       | 1     | 6        | 92       | 2     | 0        | 65    | 61       | 3.76     | 1.19    |
| 2022      | ロッテ    | 24    | 24    | 0     | 0     | 0        | 3     | 11    | 0        | 0           | .214  | 599   | 143.1    | 140      | 10          | 43       | 1     | 4        | 89       | 1     | 0        | 57    | 50       | 3.14     | 1.28    |
| 2023      | ロッテ    | 25    | 25    | 0     | 0     | 0        | 10    | 6     | 0        | 0           | .625  | 657   | 158.1    | 143      | 14          | 57       | 0     | 6        | 114      | 2     | 0        | 64    | 61       | 3.47     | 1.26    |
| 2024      | ロッテ    | 25    | 25    | 5     | 1     | 1        | 12    | 10    | 0        | 0           | .545  | 671   | 163.1    | 157      | 15          | 36       | 0     | 7        | 132      | 5     | 0        | 68    | 65       | 3.58     | 1.18    |
| 通算：6年 | 通算：6年 | 128   | 128   | 8     | 3     | 3        | 45    | 44    | 0        | 0           | .506  | 3244  | 778.2    | 724      | 72          | 254      | 2     | 27       | 555      | 10    | 1        | 332   | 310      | 3.58     | 1.26    |

- 2024年度シーズン終了時
- 各年度の太字はリーグ最高

### 年度別投手（先発）成績所属リーグ内順位
| 年 度 | 年 齢 | リ ｜ グ   | 完 投 | 完 封 | 勝 利 | 勝 率 | 投 球 回 | 奪 三 振 | 防 御 率 |
| ----- | ----- | ---------- | ----- | ----- | ----- | ----- | -------- | -------- | -------- |
| 2019  | 23    | パ・リーグ | -     | -     | -     | -     | -        | -        | -        |
| 2020  | 24    | パ・リーグ | -     | -     | -     | -     | 10位     | -        | -        |
| 2021  | 25    | パ・リーグ | 2位   | 2位   | 6位   | 3位   | -        | -        | -        |
| 2022  | 26    | パ・リーグ | -     | -     | -     | -     | 9位      | -        | 6位      |
| 2023  | 27    | パ・リーグ | -     | -     | 4位   | 3位   | 4位      | -        | 9位      |
| 2024  | 28    | パ・リーグ | 1位   | 5位   | 3位   | 8位   | 7位      | 9位      | -        |

- - は10位未満（防御率、勝率の規定投球回未達も-と表記）
- 太字年度は規定投球回到達年度

### 年度別守備成績
| 年 度 | 球 団  | 投手  | 投手  | 投手  | 投手  | 投手  | 投手     |
| 年 度 | 球 団  | 試 合 | 刺 殺 | 補 殺 | 失 策 | 併 殺 | 守 備 率 |
| ----- | ------ | ----- | ----- | ----- | ----- | ----- | -------- |
| 2019  | ロッテ | 10    | 4     | 15    | 0     | 0     | 1.000    |
| 2020  | ロッテ | 20    | 7     | 27    | 1     | 4     | .971     |
| 2021  | ロッテ | 24    | 18    | 23    | 0     | 1     | 1.000    |
| 2022  | ロッテ | 24    | 9     | 28    | 2     | 3     | .949     |
| 2023  | ロッテ | 25    | 7     | 28    | 0     | 8     | 1.000    |
| 2024  | ロッテ | 25    | 13    | 28    | 0     | 4     | 1.000    |
| 通算  | 通算   | 128   | 58    | 149   | 3     | 20    | .986     |

- 2024年度シーズン終了時
- 各年度の太字はリーグ最高

### 記録
初記録
投手記録
- 初登板・初先発登板：2019年4月4日、対埼玉西武ライオンズ3回戦（メットライフドーム）、2回8失点（自責7）で敗戦投手
- 初奪三振：同上、2回裏に中村剛也から見逃し三振
- 初勝利・初先発勝利：2019年8月14日、対北海道日本ハムファイターズ19回戦（東京ドーム）、6回1失点
- 初完投・初完投勝利：2021年9月11日、対東北楽天ゴールデンイーグルス20回戦（ZOZOマリンスタジアム）、9回4安打無四球1失点8奪三振[40]
- 初完封：2021年9月19日、対北海道日本ハムファイターズ17回戦（札幌ドーム）、9回4安打1四球無失点6奪三振[41]

打撃記録
- 初打席：2021年6月6日、対横浜DeNAベイスターズ3回戦（横浜スタジアム）、3回表に今永昇太から投前犠打

その他の記録
- 開幕投手：2回（2023年、2024年）
- 1イニング9者連続被安打：2024年6月4日、対読売ジャイアンツ1回戦（東京ドーム）、3回裏無死走者なしから ※NPB史上ワーストタイ、史上3人目[105]

### 背番号
- 43（2019年 - 2021年）
- 14（2022年 - ）

### 登場曲
- 「Drive」WANIMA（2019年）
- 「Make a wish」嵐（2020年）
- 「アカシア」BUMP OF CHICKEN（2021年 - 同年5月23日）
- 「Power of the Paradise」嵐（2021年5月30日 - 同年11月8日、2022年4月26日 - 同年終了）[注 4]
- 「Smile」Daniel Skye（2022年 - 同年4月9日）
- 「911」R3HAB x Timmy Trumpet（2023年[138] - ）

## 関連情報

### 出演
CM
- 朝日放送テレビ・テレビ朝日『熱闘甲子園』（2024年）
  - 第106回全国高等学校野球選手権本大会の期間中に、朝日放送テレビが制作する試合中継内で随時放送。浦和学院高校3年時の夏に第95回本大会へ出場した際に取材を受けていたことを背景に、この大会で仙台育英戦の9回裏に味わった苦渋（詳細前述）を表現したアニメーションに、「小島和哉」名義でナレーションを付けている。

ラジオ
- TOKYO FM『山崎怜奈の誰かに話したかったこと。』 - いずれもトークコーナー「誰かに聞きたかったこと。」ゲスト。
  - 2022年11月29日 - 安田尚憲と共に出演。
  - 2023年11月28日 - 藤岡裕大と共に出演。
  - 2024年11月18日 - 岡大海と共に出演。